# Nabarangpur
Nabarangpur (auch Nabarangapur; alte Bezeichnungen: Nowrangapur oder Nowrangpur ) ist die Hauptstadt des gleichnamigen Distrikts im äußersten Südwesten des indischen Bundesstaats Odisha.
Nabarangpur liegt im Hügelland westlich der Ostghats auf einer Höhe von 582 m. Der Oberlauf der Indravati strömt südlich der Stadt in westlicher Richtung.
Die nationale Fernstraße NH 201 verbindet Nabarangpur mit der 100 km nordöstlich gelegenen Stadt Bhawanipatna sowie mit der 40 km südlich gelegenen Stadt Jeypore. Zur 60 km nordwestlich gelegenen Stadt Umerkote führt die Odisha-Fernstraße 39.
Nabarangpur besitzt als Stadt den Status einer Municipality. Sie erstreckt sich über eine Fläche von 21 km² und ist in 17 Wards gegliedert.
Beim Zensus 2011 betrug die Einwohnerzahl 29.960.